# Fontanella (Itálie)
Fontanella je italská obec v provincii Bergamo v regionu Lombardie. Žije zde přibližně 4 800 obyvatel.

## Poloha
Obec leží na jihu provincie Bergamo u jejích hranic s provincií Cremona.

### Sousední obce
| Růžice kompasu |         | Antegnate               | Calcio                      | Růžice kompasu |
| Růžice kompasu | Barbata | Sever                   | Pumenengo Torre Pallavicina | Růžice kompasu |
| Růžice kompasu | Barbata | Fontanella              | Pumenengo Torre Pallavicina | Růžice kompasu |
| Růžice kompasu | Barbata | Jih                     | Pumenengo Torre Pallavicina | Růžice kompasu |
| Růžice kompasu |         | Casaletto di Sopra (CR) | Soncino (CR)                | Růžice kompasu |

## Vývoj počtu obyvatel
Zdroj: 